# Pedicularis roborowskii
Pedicularis roborowskii är en snyltrotsväxtart som beskrevs av Carl Maximowicz. Pedicularis roborowskii ingår i släktet spiror, och familjen snyltrotsväxter. Inga underarter finns listade i Catalogue of Life.